# شاكر حسونة
شاكر حسونة (29 فبراير 1980 - 12 يناير 2001) واسمه الكامل شاكر محمد فيصل حسونة الحسيني، هو شابٌ فلسطيني وعضوٌ في حركة فتح، يُعتبر أول شهيد مقدسي في الانتفاضة الفلسطينية الثانية.

## حياته
وُلد شاكر حسونة في القدس بتاريخ 29 فبراير 1980 وسكن مع أهله في مدينة الخليل، وله 5 شقاء و3 شقيقات. عند الساعة 2:40 من بعد ظهر يوم الجمعة 12 يناير 2001 أعدمته قوات الجيش الإسرائيلي، حيثُ أطلق الجنود الرصاص عليه، فأصابته ثلاث رصاصات في الظهر، ورصاصتان في القلب، وذلك في منطقة بئر إبراهيم بالخليل. بعد ذلك، قام الجنود بسحب جسده وهو لا يزال حيًّا، إلى منطقة الدبويا في الخليل، كما قام الجنود بالدعس على جسده في الطريق، وعند وصولهم للمنطقة أوسعوا جسده ضربًا، وبالوا عليه، ووزًعوا الحلويات فيما بينهم مُحتفلين بالقضاء عليه.
كان يحمل الهوية المقدسية، لذلك يُعتبر أول شهيد مقدسي في الانتفاضة الفلسطينية الثانية. كما أكد مسؤولون فلسطينيون في الخليل أن شاكر حسونة عضوٌ في حركة فتح، كما نفوا أنه كان مُسلحًا وقت قتله، واتهموا إسرائيل باغتياله بشكلٍ متعمد.

## ردود الفعل
وثقت العديد من الكاميرات مشهد سحب جسد شاكر حسونة، كما نشرته في حينه العديد من الفضائيات العربية والدولية وحتى الإسرائيلية.
طالب حقوقيون ورجال قانون فلسطينيون أكثر من مرة بملاحقة ومحاكمة الضبّاط الإسرائيليين الذين قاموا بإعدام شاكر حسونة، كما طالبوا منظمات حقوق الإنسان المحلية والعربية والدولية بتشكيل لجان تحقيق دولية في جرائم الحرب التي يرتكبها الجيش الإسرائيلي بحق الشعب الفلسطيني وأسراه وشهدائه.